# هيئة قناة بنما
هيئة قناة بنما (بالإسبانية: Autoridad del Canal de Panamá)‏ ، (ACP) هي وكالة حكومة بنما المسؤولة عن تشغيل وإدارة قناة بنما . تولت الهيئة إستلام إدارة القناة من لجنة قناة بنما (هي الوكالة المشتركة بين الولايات المتحدة وبنما التي أدارت القناة قبل تسليمها لحكومة بنما في 31 ديسمبر 1999) ، في 31 ديسمبر 1999، تم تسليم القناة من الولايات المتحدة إلى بنما وفقًا لاتفاقية معاهدات توريخوس-كارترالمبرمة بين الدولتين. ويقع مقرها الرئيسي في بالبوا ، وهي منطقة من مدينة بنما .

## التأسيس
تم إنشاء هيئة قناة بنما بموجب الباب الرابع عشر من الدستور الوطني لدولة بنما ، وتتولى المسؤولية الحصرية عن تشغيل القناة وإدارتها وإدارتها والحفاظ عليها وصيانتها وتحديثها. وهي مسؤولة عن تشغيل القناة بطريقة آمنة ومستمرة وفعالة ومربحة.
يوفر القانون الأساسي لهيئة قناة بنما، الصادر في 11 يونيو 1997، الإطار القانوني لتنظيم القناة وتشغيلها.

## منظمة

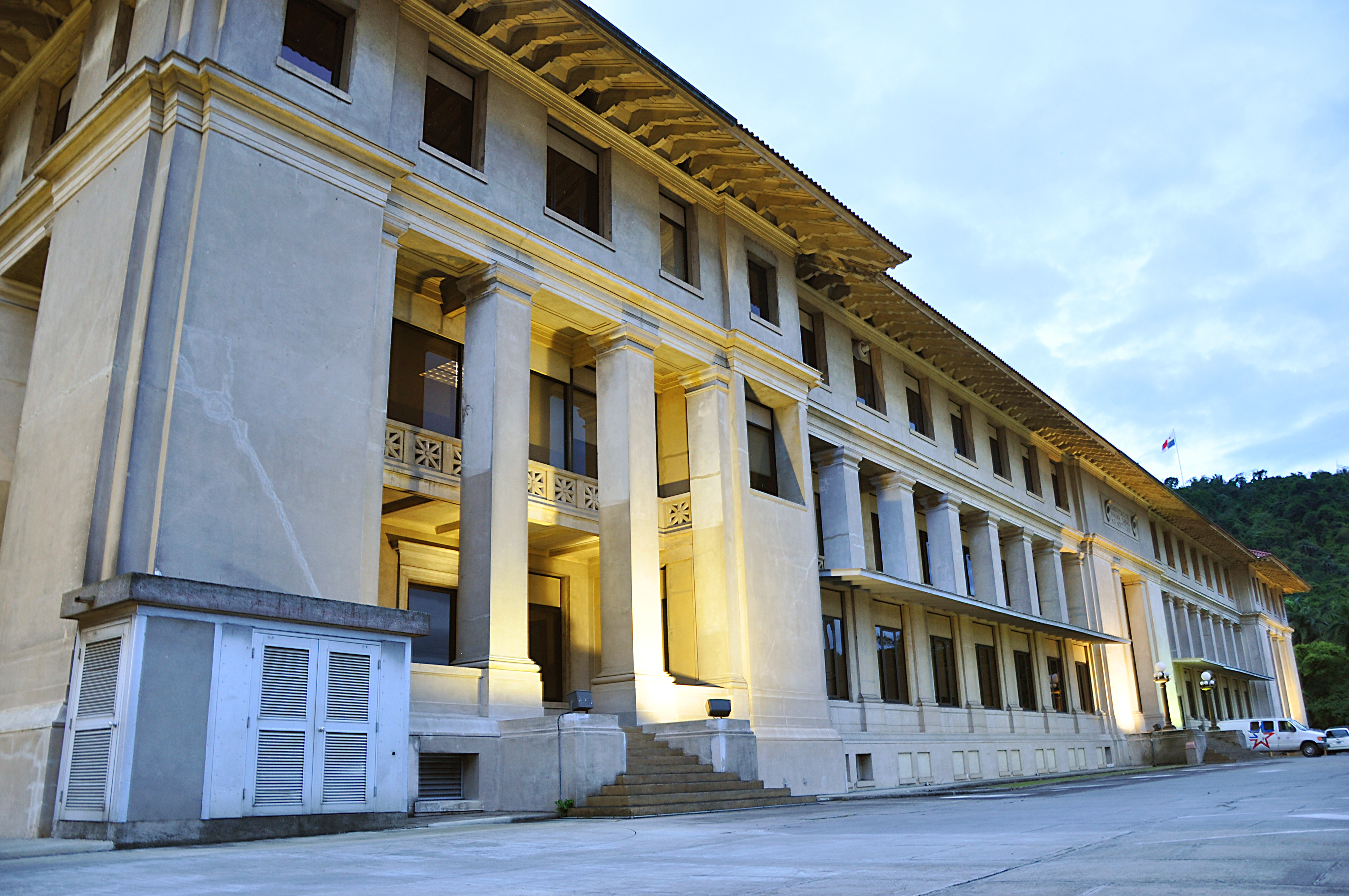
مبنى إدارة قناة بنما

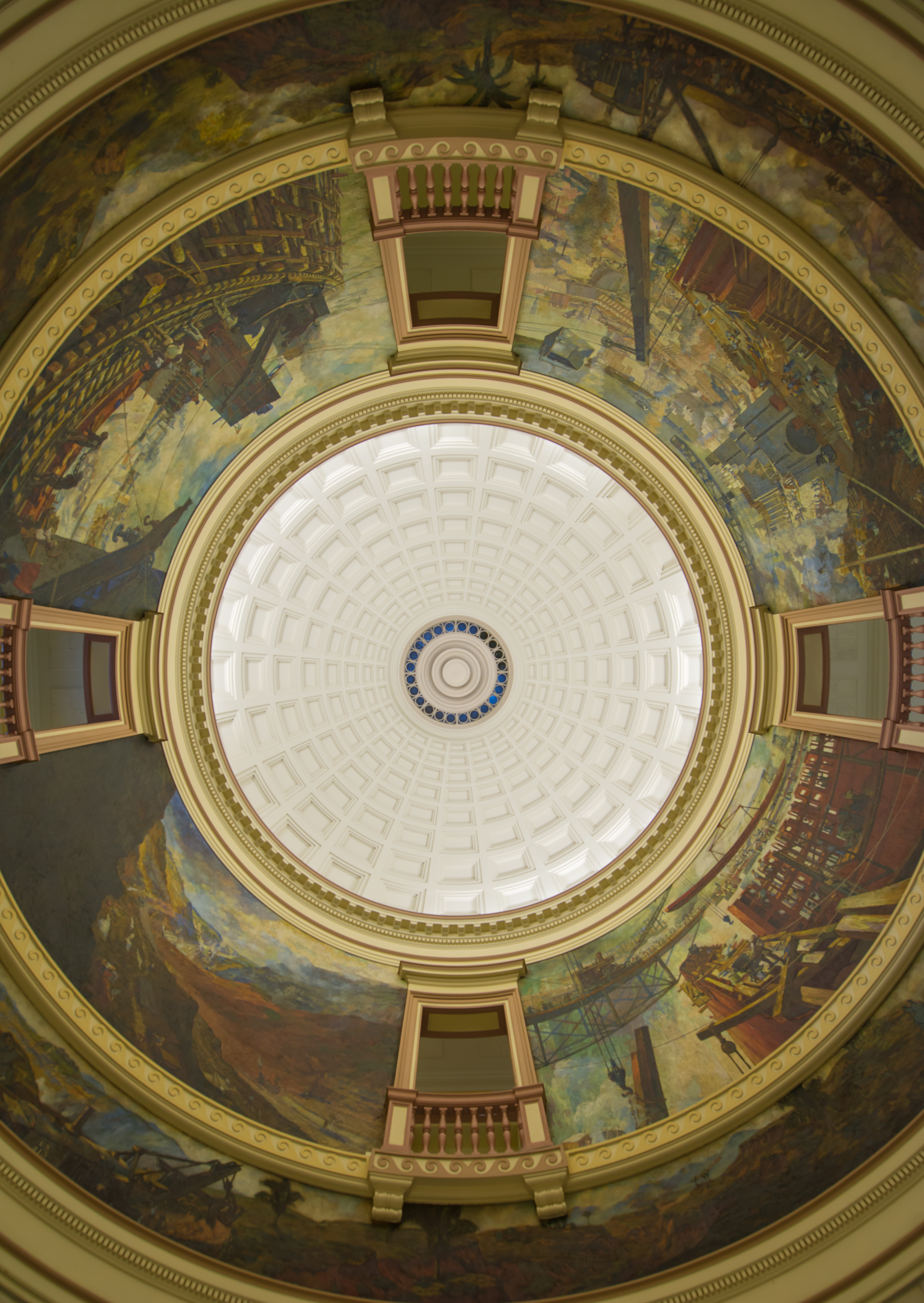
الجزء الداخلي من مبنى إدارة قناة بنما

ونظرا لطبيعتها الفريدة، تتمتع أفريقيا والبحر الكاريبي والمحيط الهادئ بالاستقلال المالي، فضلا عن ملكية أصول القناة.
مجلس الإدارة مسؤول عن وضع سياسات تشغيل القناة وتحسينها وتحديثها، فضلاً عن الإشراف على إدارتها وفقًا للدستور الوطني والقانون الأساسي لهيئة قناة بنما واللوائح المتعلقة بها.
ويتكون مجلس الإدارة على النحو التالي:
- مدير يعينه رئيس الجمهورية، ويرأس مجلس الإدارة، ويكون بدرجة وزير دولة لشؤون القناة.
- مدير واحد تعينه السلطة التشريعية، ويجوز تعيينه أو عزله بحرية.
- تسعة مديرين يعينهم رئيس الجمهورية بموافقة مجلس الوزراء ومصادقة الأغلبية المطلقة لأعضاء المجلس التشريعي.

يشغل أعضاء مجلس الإدارة مناصبهم لمدة تسع سنوات، ولا يجوز عزلهم إلا للأسباب المنصوص عليها في المادة 20 من القانون الأساسي لهيئة قناة بنما.
يُعرّف القانون قناة بنما بأنها تراث غير قابل للتصرف لجمهورية بنما. ولذلك لا يجوز بيعها أو التنازل عنها أو رهنها أو رهنها أو نقلها بأية طريقة أخرى.

## أنظر أيضاً
- هيئة قناة السويس